# Lasserre (Lot-et-Garonne)
Lasserre (okzitanisch: La Sèrra) ist eine französische Gemeinde mit 98 Einwohnern (Stand: 1. Januar 2022) im Département Lot-et-Garonne in der Region Nouvelle-Aquitaine. Sie gehört zum Arrondissement Nérac und zum 2016 gegründeten Kommunalverband Albret Communauté.

## Geografie
Lasserre liegt 23 Kilometer südwestlich der Stadt Agen. Nachbargemeinden von Lasserre sind Nérac im Norden, Fieux im Nordosten, Francescas im Osten, Moncrabeau im Süden und Westen sowie Fréchou im Westen und Nordwesten.

## Bevölkerungsentwicklung
| Jahr                      | 1962 | 1968 | 1975 | 1982 | 1990 | 1999 | 2006 | 2011 | 2016 |
| Einwohner                 | 147  | 121  | 81   | 85   | 86   | 82   | 74   | 76   | 74   |
| Quelle: Cassini und INSEE |      |      |      |      |      |      |      |      |      |

## Sehenswürdigkeiten
- Kirche Saint-Laurent
- Schloss Lasserre, Monument historique seit 1926

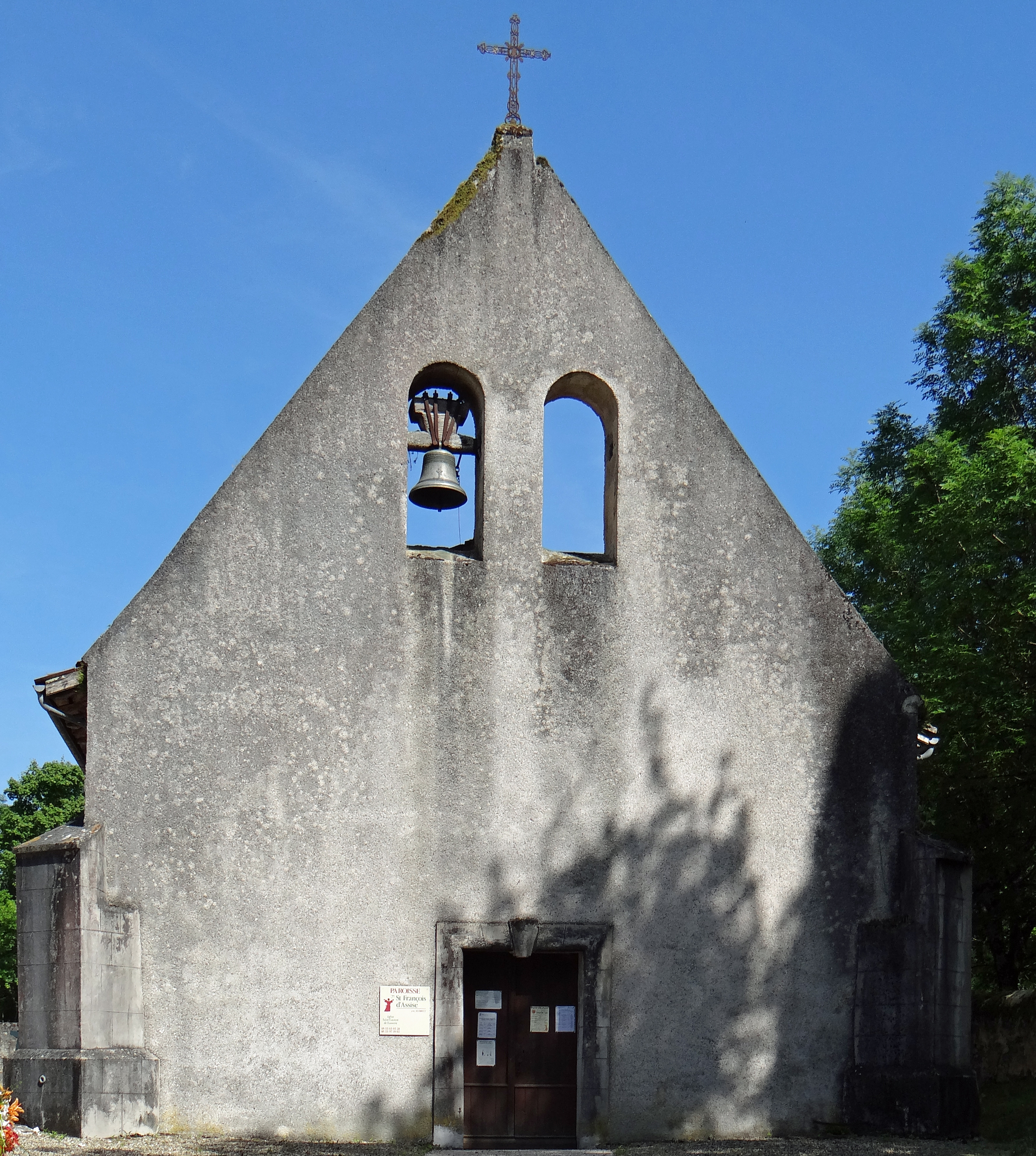
Kirche Saint-Laurent
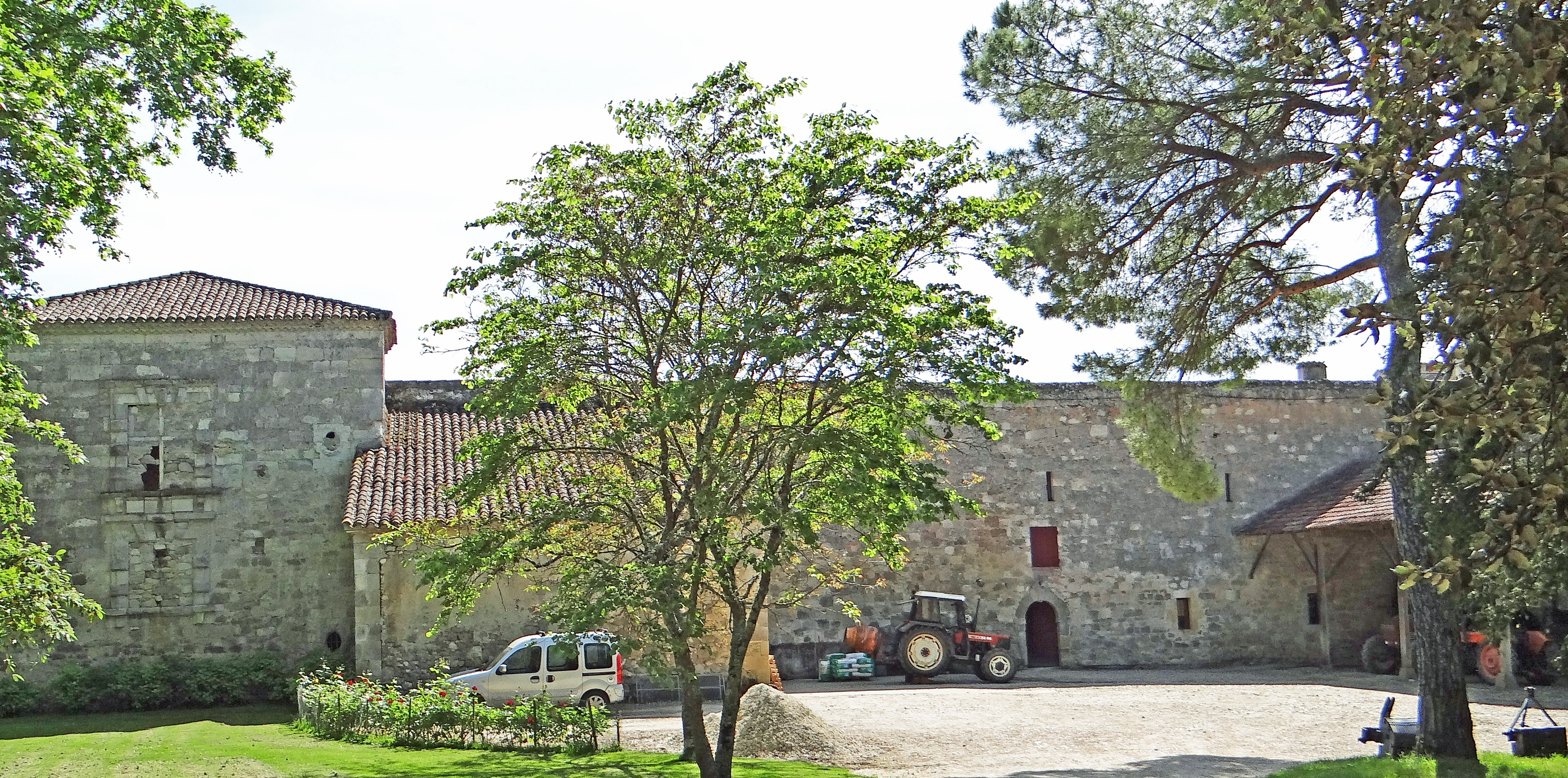
Schloss Lasserre

## Belege
1. ↑  Lasserre auf cassini.ehess.fr
2. ↑  Lasserre auf insee.fr